# 伊藤忠之
伊藤 忠之（いとう ただゆき、11月24日 - ）は、日本の作曲家・編曲家・キーボーディスト・パーカッショニスト。京都のポップバンド・ロボピッチャーにキーボーディスト・プログラマーとして参加しながら、舞台・ゲームなどの音楽制作やソロ活動も行っている。ライブではキーボードにスネアドラムやシンバル・サンプラー等が組み込まれた特殊なセットを使用している。
1990年代には主にFM TOWNSの内蔵音源向けの音楽作品を、F-OKESHIのハンドルで制作・発表していたこともある。

## 主な作品

### 舞台
- ヨーロッパ企画第27回公演「ボス・イン・ザ・スカイ」（2009年5月～6月、栗東芸術文化会館さきら小ホール、京都 府立府民ホールALTI 、広島 NTTクレドホール、福岡 イムズホール、兵庫 AI・HALL、東京 青山円形劇場 ）
- 昭和島ウォーカー（2008年11月、東京グローブ座、大阪 シアター・ドラマシティ）
- ダークエンジェルズ - 名前も持たない子どもたち -（2008年10月、大阪 シアターBRAVA!）
- ヨーロッパ企画第26回公演「あんなに優しかったゴーレム」（劇中ゲーム音源制作）（2008年5月～8月、栗東芸術文化会館さきら中ホール、京都府立文化芸術会館、愛知県芸術劇場小ホール、大阪 新・ABCホール、広島 アステールプラザ中ホール、福岡 イムズホール、東京 あうるすぽっと（豊島区立舞台芸術交流センター））
- 芝浦ブラウザー（2011年4月、東京グローブ座）
- 諏訪ミュージカル企画「夢！ 鴨川歌合戦」（2014年3月、京都元・立誠小学校 音楽室、東京）
- TOKYOHEAD〜トウキョウヘッド〜（2015年3月、東京グローブ座）
- 劇団プレステージ×ヨーロッパ企画「突風！道玄坂歌合戦」（2016年12月、東京CBGKシブゲキ!!）
- オールナイトニッポン50周年記念公演「続・時をかける少女」（2018年2月、東京グローブ座、大阪森ノ宮ピロティホール、高知県立県民文化ホール オレンジホール）

### ドラマ
- タクシードライバー祗園太郎

### 映画
- マダム・マーマレードの異常な謎

### 書籍
- 聡明なスパイは耳がいい（2015年、リットーミュージック）

### ゲーム
- RPGツクール2000（2000年、アスキー）

### イベント
- リアル脱出ゲーム
- はじまらない記者会見 -メッセージを解読せよ!!-（2013年）

### その他
- テクノロジア魔法学校（Life is Tech!!）

### CD
- ボス・イン・ザ・スカイ サウンドトラック（2009年5月、OPOSS EURO-101）
  - 1.終わり（オープニング） 2.黄昏 3.ロックフェス 4.反転 5.始まり（エンディング）
- TADAYUKI ITO WORKS “REAL ESCAPE SOUNDS”（2015年7月、SCRAP-00004）
- 舞台『TOKYOHEAD～トウキョウヘッド～』 Soundtrack（2015年8月、CDGM-10034）

### 楽曲提供
- パズルガールズ、ラストクエスチョン
  - 「世界はパズルで出来ている！」「限りある世界で」「きみとぼくのうた」「脱出応援歌」「カジノロワイヤルにようこそ」「愛されたい!」